# Franziska Liebing
Franziska Liebing (* 6. Februar 1899 in München; † 3. Januar 1993 ebenda) war eine deutsche Schauspielerin.

## Werdegang
Die Tochter eines Oberregierungsrates nahm bei der österreichischen Theater- und Stummfilmschauspielerin Emma Berndl (1877–1934) in München Unterricht. Sie begann 1921 in Würzburg, wirkte dann in Nürnberg, am „Münchener Schauspielhaus“ und beim Tournee-Theater von Konrad Dreher.
Zwischen 1928 und 1932 hatte sie ein Engagement am „Landestheater Meiningen“, danach war sie am Reichssender München tätig; später war sie freischaffend bei verschiedenen Bühnen und Berliner Gastspieldirektionen zu finden. Liebing gehörte von 1925 bis 1930 dem Ensemble des Schauspielhauses in München an und war 1931/32 am Meininger Theater auf der Bühne zu sehen. Nach einigen Jahren ohne Engagement stand sie in Berlin bei Gustav Bartelmus, Richard Handwerk und Bernd Königsfeld unter Vertrag.
Seit den 1950er Jahren widmete sie sich auch umfangreich der Arbeit bei Film und Fernsehen, spielte dort vielfach patente, zupackende, aber auch neugierige Nachbarinnen oder Zimmervermieterinnen, so in der Serie Funkstreife Isar 12, in Die seltsamen Methoden des Franz Josef Wanninger und 1979 unter der Regie von Kurt Wilhelm in der Verfilmung von Ludwig Thomas Bauernroman Der Ruepp.
Ihr Grab befindet sich im alten Teil des Münchner Westfriedhofs (Grab 157-W-24).

## Filmografie (Auswahl)
- 1956: Ich suche Dich
- 1958: … und nichts als die Wahrheit
- 1959: Menschen im Netz
- 1961–1963: Funkstreife Isar 12 (TV-Serie)
- 1961: Jack Mortimer (Fernsehfilm)
- 1962: Verräterische Spuren (TV)
- 1962: Axel Munthe – Der Arzt von San Michele
- 1963: Das Kriminalmuseum: Fünf Fotos (TV)
- 1963: Den Tod in der Hand (TV)
- 1964: Das Kriminalmuseum: Tödliches Schach (TV)
- 1964: Tod um die Ecke (TV)
- 1965: Der Nachtkurier meldet: Schwindel auf Raten
- 1965: Die Reise nach Steiermark (TV)
- 1966: Das Kriminalmuseum: Das Etikett (TV)
- 1965–1967: Die seltsamen Methoden des Franz Josef Wanninger (TV-Serie)
- 1968: Madame Legros
- 1971: Augenzeugen müssen blind sein (TV)
- 1971: Charlie und die Schokoladenfabrik (Willi Wonka & the Chocolate Factory)
- 1973: Schloß Hubertus
- 1973: Tatort: Weißblaue Turnschuhe (TV)
- 1976: Tatort: Wohnheim Westendstraße (TV)
- 1979: Der Ruepp (TV)